# فيرنون ألي
فيرنون ألي (بالإنجليزية: Vernon Alley)‏ هو عازف جاز أمريكي، ولد في 26 مايو 1915 في وينيموكا في الولايات المتحدة، وتوفي في 3 أكتوبر 2004 في سان فرانسيسكو في الولايات المتحدة.

## وصلات خارجية
- فيرنون ألي على موقع ميوزك برينز (الإنجليزية)
- فيرنون ألي على موقع أول ميوزيك (الإنجليزية)
- فيرنون ألي على موقع ديسكوغز (الإنجليزية)